# Loch Shin
Loch Shin är en sjö i Storbritannien.   Den ligger i kommunen Highland och riksdelen Skottland, i den norra delen av landet, 800 km norr om huvudstaden London. Loch Shin ligger 136 meter över havet. Arean är 22,5 kvadratkilometer. Den ligger vid sjön Loch Bhanabhaidh. Trakten runt Loch Shin består i huvudsak av gräsmarker.